# Маврови ханове
Маврови ханове (на македонска литературна норма: Маврови Анови; на албански: Hanet e Mavrovës) е село в Северна Македония в община Маврово и Ростуше, разположено в Мавровската котловина на западния бряг на Мавровското езеро.

## История
Традиционно Маврови ханове са броени към село Маврово.
Според Афанасий Селишчев в 1929 година Маврови ханове имат 7 къщи българи.
Според преброяването от 2002 година селото има 167 жители. До 2004 година Маврови ханове е център на самостоятелна община.
| Националност     | Всичко |
| северномакедонци | 137    |
| албанци          | 0      |
| турци            | 16     |
| роми             | 10     |
| власи            | 0      |
| сърби            | 2      |
| бошняци          | 0      |
| други            | 2      |